# Mosteiro de São João de Caaveiro

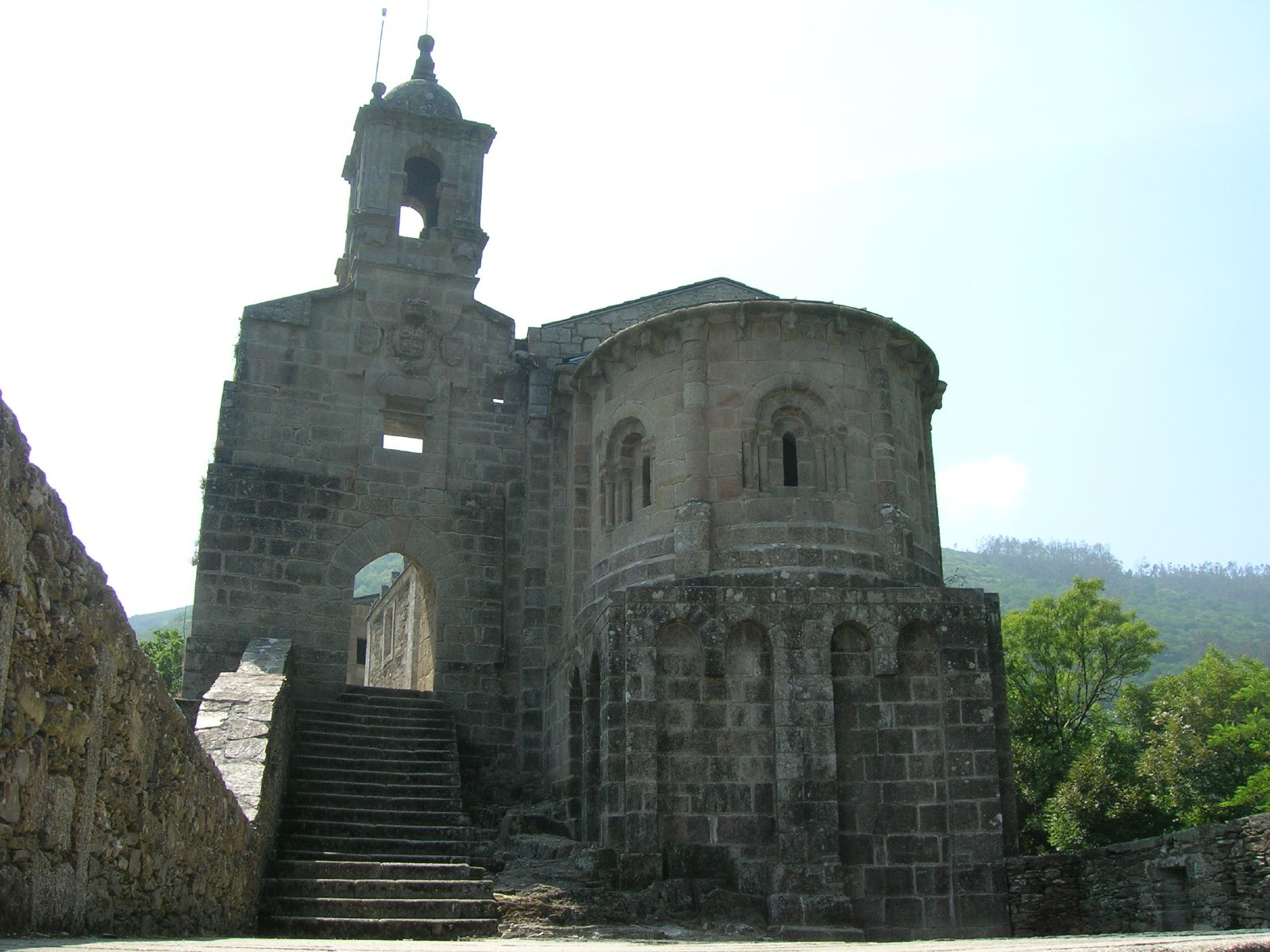
Ábside românica da capela

O mosteiro de São João de Caaveiro é um mosteiro medieval situado na paróquia de Caaveiro, no concelho de A Capela, pertencente à Comarca do Eume, província da Corunha, na Galiza.

## História
O mosteiro de Caaveiro foi fundado em 934 para acolher os numerosos anacoretas que viviam dispersos nas Fragas do Eume. Pouco tempo depois o mosteiro engrandeceu o seu patrimônio com importantes doações de São Rosendo, recebendo a maior parte das terras cultiváveis existentes à direita do Rio Eume e sendo-lhe concedida a jurisdição sobre vilas e freguesias, eximindo-o da autoridade do arcebispado de Santiago de Compostela.
Obtém assim este cenóbio um grande poder, atingindo sua igreja a categoria de Real Colegiata (com seis cônegos) que conservará até finais do século XVIII.

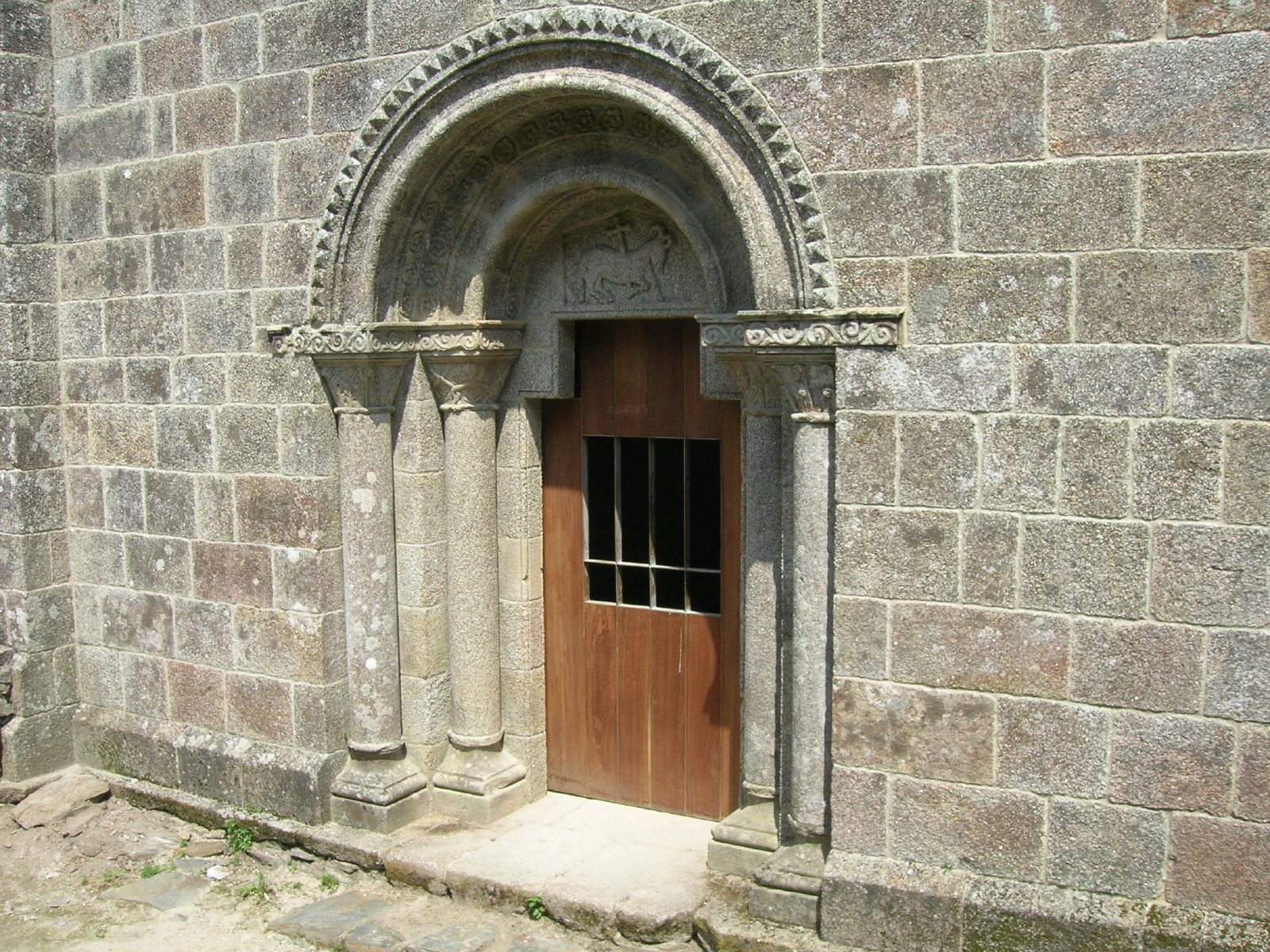
portada românica da capela

Começou pertencendo à Ordem de São Bento, mas no século XII tornar-se-ia em Colegiata de cônegos regulares de Santo Agostinho. Entre o ano 1220 e o 1259 produz-se a máxima expansão do seu domínio, nela esteve a frente do mosteiro o prior D. Martiño Rodríguez, quem conseguiu a ampliação do couto até à ponte de Pontedeume, incluindo as paróquias de Cabanas e Eirís.
Durante a Alta Idade Media, com o auge da casa dos Andrade, perdeu muito poder econômico, que recuperou na época  dos Reis Católicos.
Com a desamortização, todas as posses da comunidade foram vendidas pelo Estado a particulares, sendo as relíquias de São Rosendo transladadas para Santiago de Compostela, e alguns dos objetos religiosos, como as imagens ou os sinos da igreja, distribuídos entre as igrejas das Neves e Soaserra.
A partir de 1800 fica vazio, ao cuidado de um caseiro e inicia assim sua decadência e deterioro. No século XIX Pío García Espinosa, que comprara boa parte das terras que rodeiam o mosteiro, consegue uma autorização do Arcebispo de Santiago para restaurá-lo. Derriba, para acometer a restauração, a casa dianteira e a igreja prioral (1896), edifica um pavilhão ameado e reconstrói a capela de Santa Isabel. Mesmo volta ser ocupado por religiosos, no entanto esta vida monacal volte desaparecer com a morte de Dom Pío .

## Descrição

### O mosteiro

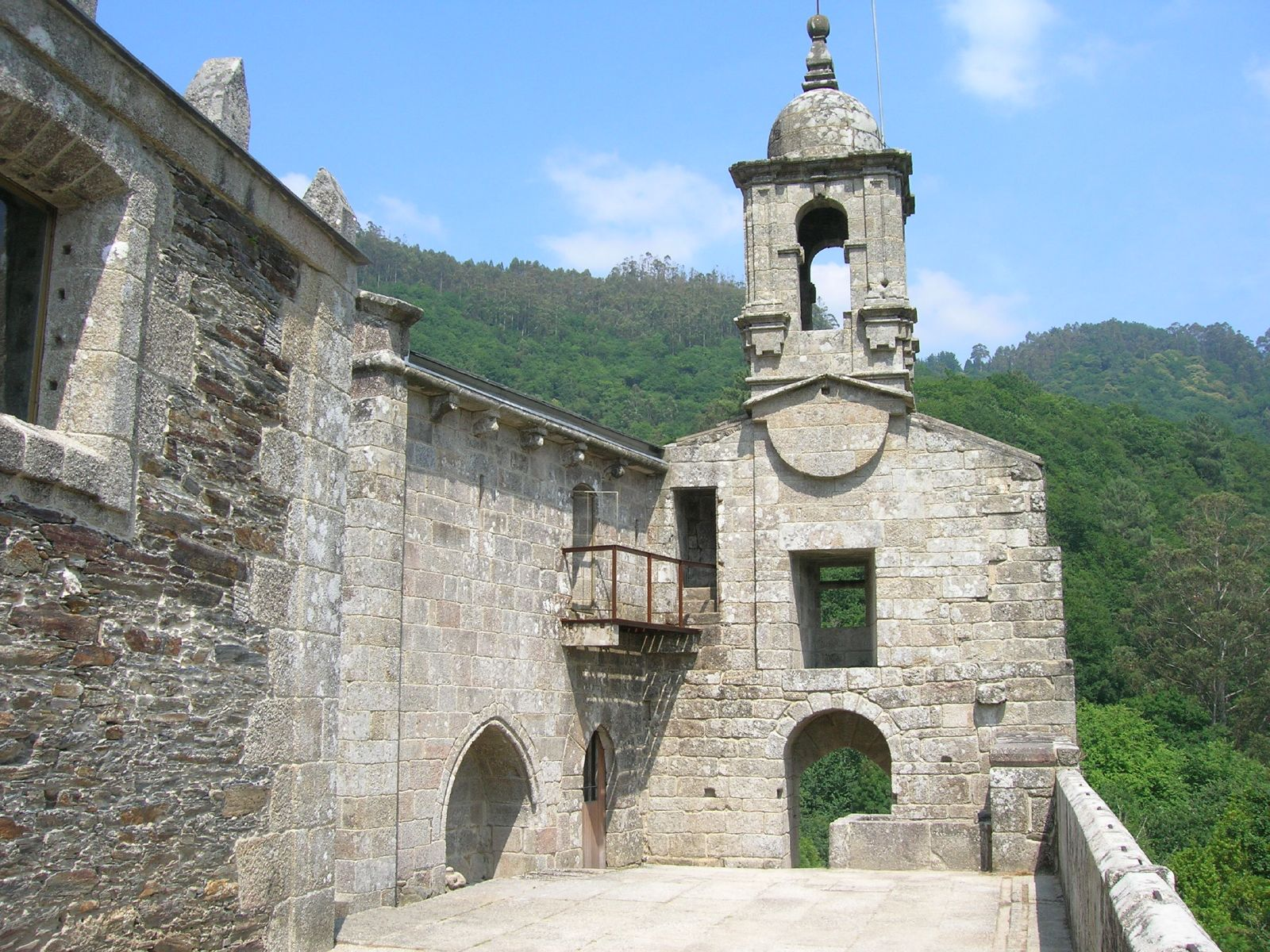
Entrada ao recinto desde o interior coroada pela torre barroca

Entra-se no adro por uma escada de vinte degraus de pedra e uma porta. Sobre a porta está a torre quadrangular de estilo barroco compostelano do século XVII, trabalho de Clemente Fernández Sarela, da escola de Simón Rodríguez. Sob dela pode-se ver o escudo com as as armas de Castela e Leão, com o Toisão de ouro e a coroa real, e uma janela retangular.
No interior ainda se podem apreciar divisões que poderiam corresponder a: um forno, as portarias, seis celas, um cabido, e as duas igrejas.
No exterior, a casa dos cônegos e as cozinhas do mosteiro também se conservam aceitavelmente casa dos criados, as cavalariças, o conjunto do moinho e a Ponte Sesín
O muro norte-oriental, que suportava o empuxo da antiga igreja, fabricado de perpianhos, amostra quatro arcos de volta perfeita rebaixados.

### As igrejas
Existiam duas igrejas. Da primeira apenas restam vestígios, sendo os mais antigos do século XII, destacando-se a capela de Santa Isabel, que se ergue sobre um montículo muito íngreme que obrigou os seus construtores a salvar os desníveis do terreno por meio de altos muros com contrafortes e estâncias subterrâneas.
Do templo românico só se conserva em bom estado a testeira, na qual se abrem três pequenos vãos românicos, e boa parte da nave. A antiga construção era de uma só nave retangular de 5,70 metros de comprimento, com abside circular. Foi restaurada por Pío García Espinosa aumentando o comprimento da nave.
A portada do Oeste configura-se de duas arquivoltas apoiadas em colunas codilhadas com um tímpano decorado com um Agnus Dei de proeminentes cornos.

## Estado atual
O conjunto foi declarado  em 1975 monumento histórico-artístico pela sua importância arquitetônica.
Em nossos dias é propriedade da Deputação provincial da Corunha, que iniciou um projeto de restauração para a posta em valor do conjunto.